# سازاوا (ناحیه ژدار ناد سازاوو)
سازاوا (به چکی: Sázava) یک منطقهٔ مسکونی در جمهوری چک است که در ناحیه ژدار ناد سازاووو واقع شده‌است. سازاوا ۷٫۵۵ کیلومتر مربع مساحت و ۶۳۹ نفر جمعیت دارد و ۵۰۷ متر بالاتر از سطح دریا واقع شده‌است.